# James Beattie
James Scott Beattie (født 27. februar 1978 i Lancaster, England) er en tidligere engelsk fodboldspiller, der spillede som angriber.
Tidligere har han tørnet ud for Stoke City, Sheffield United, Blackburn Rovers, Southampton og Everton. Hans mest succesfulde periode var hans seks år lange ophold hos Southampton FC, hvor han scorede 68 mål i 204 kampe.

## Træner karriere

### Accrington Stanley
Den 13 maj 2013 blev det bekræftet, at Beattie fremover skulle være spillende cheftræner i klubben.

## Landshold
Beattie står noteret for fem kampe for Englands landshold. Hans debut faldt den 12. februar 2003 i et opgør mod Australien. Han spillede derudover 9 kampe for U21 landsholdet, hvor han scorede 4 mål.

## Personlige liv
I 2002 blev Beattie taget for spiritus kørsel hvilket gjorde, at han fik frataget sit kørekort.
Den 20. maj 2006 giftede Beattie sig med Sarah Rendle i Manchester. De har i dag 3 børn: James Samuel, George James samt Halle Sarah.